# روبرتو زانتي
روبرتو زانتي (بالإيطالية: Roberto Zanetti)‏ هو منتج أسطوانات ومغني وملحن إيطالي، ولد في 28 نوفمبر 1956 في ماسا في إيطاليا.

## وصلات خارجية
- الموقع الرسمي
- روبرتو زانتي على موقع IMDb (الإنجليزية)
- روبرتو زانتي على موقع ميوزك برينز (الإنجليزية)
- روبرتو زانتي على موقع ميوزك برينز (الإنجليزية)
- روبرتو زانتي على موقع ديسكوغز (الإنجليزية)
- روبرتو زانتي على موقع ديسكوغز (الإنجليزية)